# Liolaemus montanezi
Liolaemus montanezi är en ödleart som beskrevs av  Cabrera och MONGUILLOT 2006. Liolaemus montanezi ingår i släktet Liolaemus och familjen Tropiduridae. Inga underarter finns listade i Catalogue of Life.